# Pizzo Magn
Pizzo Magn är en bergstopp i Schweiz.   Den ligger i distriktet Riviera och kantonen Ticino, i den sydöstra delen av landet, 140 km sydost om huvudstaden Bern. Toppen på Pizzo Magn är 2 329 meter över havet.
Terrängen runt Pizzo Magn är huvudsakligen mycket bergig. Närmaste större samhälle är Biasca, 3,0 km väster om Pizzo Magn. 
I omgivningarna runt Pizzo Magn växer i huvudsak blandskog. Runt Pizzo Magn är det ganska tätbefolkat, med 75 invånare per kvadratkilometer.